# Dyotopasta yumaella
Dyotopasta yumaella är en fjärilsart som beskrevs av William Dunham Kearfott 1907. Dyotopasta yumaella ingår i släktet Dyotopasta och familjen äkta malar. Inga underarter finns listade i Catalogue of Life.